# 田面木宏尚
田面木 宏尚（たものき ひろひさ、1981年5月4日 - ）は、日本の実業家・起業家。元株式会社メルカリ取締役・上級執行役員／メルカリジャパンCEO。現在はベンチャービルダー事業や経営アドバイザリー事業を手掛ける株式会社レディームを創業、代表取締役社長。現代美術家の村上隆が率いる有限会社カイカイキキでアドバイザーも務めている。

## 経歴
「忠犬ハチ公の故郷」として知られる秋田県大館市出身、高校までを過ごす。「学校嫌いで勉学には苦労した」が、上京したい一心で高校3年生に猛勉強、早稲田大学に入学。
大学卒業後、2004年4月にGMOホスティングアンドテクノロジーズ株式会社（現GMOクラウド株式会社）入社。CS業務、サーバーホスティング事業、および新規事業の立ち上げ等に従事。
2010年3月にピクシブ株式会社へ入社し、2013年1月には同社執行役員、2014年9月からは同社取締役COO取締役。システム開発、マーケティング、グロース等の事業統括に従事。
ピクシブの取締役と並行して、株式会社アニメイトにも参画し、新規子会社アニメイトラボの立ち上げに従事。
2014年10月、株式会社アニメイトラボ代表取締役副社長を経て、2016年1月に代表取締役社長CEOに就任。小売領域におけるIT事業推進を実行。1年をかけて事業をスケールさせ、アニメイトラボ及びピクシブを退職する。
2017年2月、執行役員としてメルカリに参画。
2018年10月、執行役員及びメルカリジャパンCEOに就任。2019年9月同社取締役に就任。
2020年9月に同社が上級執行役員制度を導入にするにあたって上級執行役員、メルカリジャパンCEOに就任。
2022年1月1日より、メルカリグループの新経営執行体制への移行および役員業務分掌の一部変更に伴い、上級執行役員 SVP Global Expansion（グローバル推進担当）に就任（2024年3月31日付けで退任）。
2023年10月1日より、有限会社カイカイキキよりアドバイザーに任命される。
2024年1月には、スタートアップの共同創業支援事業「ベンチャービルダー」や企業への経営アドバイザリーサービスの提供を事業内容とする株式会社レディーム（Redeem Inc.）を創業、代表取締役社長を務める（現任）。

## 人物
メルカリのメンバーからは「タモさん」という愛称で親しまれている。
大のスニーカーマニアであり、メルカリ社内の「スニーカー部」にも所属。社内slackの「スニーカーチャンネル」で、社員とも情報交換している。スニーカーを好きになったきっかけは、裏原宿ブームに直撃し、『smart』や『Boon』といった雑誌のストリートスナップを隅々まで読むなかで、次第に興味を持ったこと。
「一度に持てるスニーカーの数を決めておき、1つ新しいものを買う場合は、1つ出品することをルールにしている。そうやって他の人に受け継がれていく楽しさがある」と自身で決めている。スニーカーは数多く買うが、バトンを渡すように受け継ぐべく、防水スプレーをかけて丁寧に履く。スニーカー有識者として、雑誌『SHOES MASTER』で座談会に参加、メディア『NIKKEI STYLE』でのインタビューなど露出も増えた。

## メディア露出
- alterna「メルカリジャパンCEO、『捨てる』から救う―の意味」（2020年12月8日掲載）[13]
- 東洋経済オンライン「メルカリ首脳に問う『高額転売』問題への本気度」（2021年2月18日掲載）[14]
- HILLS LIFE「メルカリ日本事業CEO・田面木宏尚が提唱する、『風の時代』を生き抜く会社と個人の関係性」（2021年3月12日掲載）[15]
- 雑誌『SHOES MASTER』VOL.35「【特別座談会】コロナ禍を経てスニーカーの売り方と買い方はどう変わるのか？」本明秀文（アトモス）× 田面木宏尚（メルカリ）× 石川 涼（VANQUISH / #FR2）× 鎌本勝茂（SKIT）（2021年3月30日発売）[11]
- NIKKEI STYLE「『スニーカーに熱狂』おたく語り　メルカリ田面木氏」（2021年3月30日掲載）[16]
- Forbs JAPAN「ヒントは必ず、顧客の声にある──SaaS、CtoCの王者達にとってのカスタマーサクセス」（2021年5月26日掲載）[17]
- atmos オフィシャルチャンネル「【社長も愛用】メルカリCEOタモさん登場! まさかのスニーカーリサイクル方法に驚愕! 【mercari】 -atmos HEADLINE NEWS-Vol.34-」（2021年8月6日公開）[18]
- 雑誌『GOETHE』2021年10月号（2021年8月25日発売）[19]

## 講演記録
・Success4（カスタマーサクセス・カンファレンス）「お客さまの声を正しく聞けば、事業経営はうまくいく」（2019年12月4日）
・Mercari Conference 2020（2020年2月20日）
・WorkDifferent 2021「株式会社メルカリ：EX で目指すビジネス変革: メルカリジャパンCEOが見る『エンゲージメント』とは」（2021年5月26日）